# الاف وایلدبور
الاف وایلدبور (به انگلیسی: Olaf Wildeboer) (زادهٔ ۴ مارس ۱۹۸۳) شناگر اهل اسپانیا است.